# Romário de Souza Faria
Romário de Souza Faria (Rio de Janeiro, 29 januari 1966), voetbalnaam Romário (IPA: [ʁoˈmaɾiu]), is een Braziliaans politicus en profvoetballer. Zijn bijnaam luidt O Baixinho, vrij vertaald 'Het Kleintje'. Romário wordt door velen als een van de beste spitsen ooit beschouwd. Gedurende zijn spelerscarrière maakte hij meer dan 1000 doelpunten en won hij diverse grote prijzen zoals het wereldkampioenschap voetbal, tweemaal de Copa América, de Confederations Cup en diverse landskampioenschappen, waaronder de Eredivisie en de Primera División. De voormalig wereldvoetballer van het jaar werd door Pelé in maart 2004 vermeld in de opgestelde Lijst FIFA 100 beste spelers.
Sinds 2015 is Romário senator voor de staat Rio de Janeiro.

## Clubvoetbal

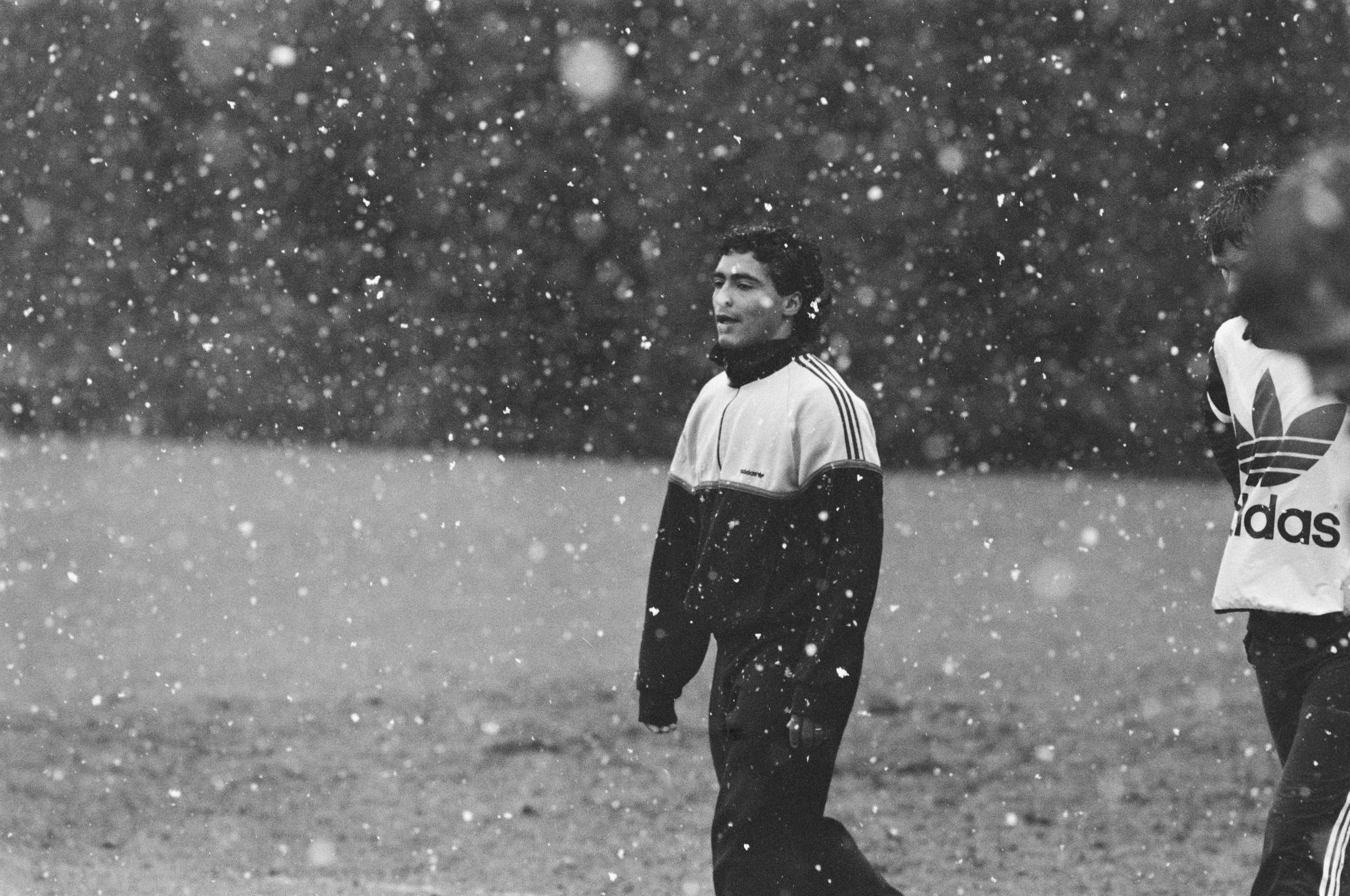
Romário tijdens een training van PSV (27 februari 1989).

Romário werd geboren en groeide op in de favelas van Jacarezinho, een van de sloppenwijken van Rio de Janeiro, en hij speelde zoals zoveel Brazilianen straatvoetbal. Hij begon als clubvoetballer bij Olaria Atlético Clube in 1983. In 1985 vertrok Romário naar de Braziliaanse topclub CR Vasco da Gama. Na de Olympische Spelen van 1988 werd hij aangekocht door PSV. In Nederland kende Romário veel succes met drie landstitels en twee bekers. Hij werd in zowel het seizoen 1988/89, 1989/90 als 1990/91 topscorer van de Eredivisie. Het televisieprogramma Andere Tijden Sport besteedde aandacht aan Romario in deze periode. FC Barcelona werd in 1993 zijn nieuwe club. Romário maakte bij de Catalaanse club deel uit van het illustere Dream Team. Hij vormde een aanvalsduo met de Bulgaar Hristo Stoitchkov en de Deen Michael Laudrup. De Braziliaan had een hoofdrol in de galavoorstelling tegen Real Madrid in 1994. Het werd 5-0 voor FC Barcelona en Romário scoorde drie keer. Hij gaf tevens de assist op Iván Iglesias voor de laatste treffer. In 1994 werd echter ook de finale van de UEFA Champions League verloren door FC Barcelona. In Athene werd het 4-0 voor AC Milan. Begin 1995 keerde Romário na een conflict met FC Barcelona-trainer Johan Cruijff terug naar Brazilië om bij CR Flamengo te gaan spelen. Begin 1997 ging hij opnieuw in de Primera División spelen, ditmaal bij Valencia CF. Zijn tweede Spaanse periode was echter geen succes en binnen een jaar verliet Romário Valencia CF alweer.
Daarna speelde hij in Brazilië achtereenvolgens bij CR Flamengo (1997-1999), CR Vasco da Gama (2000-2002), Fluminense FC (2002-2004) en opnieuw CR Vasco da Gama (2005-2008) In 2003 stond Romário enkele maanden bij Al-Sadd Sport Club uit Qatar onder contract, maar bij deze club speelde hij slechts drie competitieduels. Voor de AFC Champions League, de competitie waarvoor Al-Sadd hem in eerste instantie had gecontracteerd, bleek de Braziliaan niet speelgerechtigd.
In april 2006 vertrok Romário op huurbasis naar het Amerikaanse Miami FC, dat uitkomt in de USL First Division (één niveau onder de Major League Soccer). Hoofddoel was om zo veel mogelijk doelpunten te maken om zo op het magische aantal van duizend doelpunten te komen. Romário scoorde uiteindelijk negentien treffers, waarmee hij volgens zijn eigen telling op 984 doelpunten kwam. In september besloot de Braziliaan zijn jacht naar de duizend goals voort te zetten in Australië. Romário tekende een contract voor vier weken als gastspeler bij Adelaide United, wat mogelijk was doordat volgens de reglementen van de Australische voetbalbond clubs per seizoen twee spelers voor een maand mogen vastleggen als gastspeler. Veel succes had Romário niet Down Under: in vijf wedstrijden kwam hij slechts één keer tot scoren. Na zijn periode in Australië keerde de Braziliaan terug naar CR Vasco da Gama om met de club het slot van de Campeonato Brasileiro mee te maken. Hier scoorde hij 15 doelpunten, waardoor zijn teller op 999 stond. Uit een penalty scoorde Romario zijn 1000e doelpunt, een record dat alleen Pelé eerder op zijn naam had gezet.
Romario heeft een talentrijke zoon, Romarinho genaamd. Op 23 oktober 2007 werd Romario als interim-coach naar voren geschoven bij de Braziliaanse club CR Vasco da Gama.
Op 4 december 2007 wordt bekend dat Romario betrapt is op het gebruik van het maskerende middel finasteride, wat op de dopinglijst staat. Hij vraagt geen contra-expertise aan en geeft aan dat dit middel in een haargroeimiddel zit wat hij al een tijd gebruikt. Hierdoor riskeert Romario een schorsing van twee maanden.
Op 6 december maakt Vasco da Gama bekend dat Romario benoemd is tot speler/ coach. Op 18 december krijgt Romario een voorwaardelijke schorsing van 120 dagen opgelegd voor het gebruik van een verboden middel. Op 14 februari 2008 wordt hij in hoger beroep echter vrijgesproken. Een week eerder was Romario opgestapt als trainer van Vasco da Gama na onenigheid met de voorzitter. Hij had aangekondigd zijn spelersloopbaan per 30 maart 2008 te beëindigen. Op 15 april 2008 beëindigde Romario zijn carrière als voetballer.
In augustus 2009 kondigde hij aan weer te gaan spelen voor América FC, de favoriete club van zijn overleden vader. Hij werd er tevens benoemd tot technisch directeur. Hij speelde in één wedstrijd mee vooraleer in 2010 definitief te stoppen. Romario richtte zich na zijn actieve voetbalcarrière op de politiek waar hij deel uitmaakt van de Socialistische Partij.
In april 2024 besloot hij om weer als prof te gaan voetballen voor America FC. Zijn bedoeling is om enkele minuten per wedstrijd samen te kunnen spelen met zijn zoon, Romarinho.

## Clubstatistieken
| Seizoen | Club            | Competitie         | Wed. | Goals |
| ------- | --------------- | ------------------ | ---- | ----- |
| 1985    | Vasco da Gama   | Série A            | 21   | 11    |
| 1986    | Vasco da Gama   | Série A            | 40   | 30    |
| 1987    | Vasco da Gama   | Série A            | 37   | 23    |
| 1988    | Vasco da Gama   | Série A            | 24   | 16    |
| 1988/89 | PSV             | Eredivisie         | 24   | 19    |
| 1989/90 | PSV             | Eredivisie         | 20   | 23    |
| 1990/91 | PSV             | Eredivisie         | 25   | 25    |
| 1991/92 | PSV             | Eredivisie         | 14   | 9     |
| 1992/93 | PSV             | Eredivisie         | 26   | 22    |
| 1993/94 | FC Barcelona    | Primera División   | 33   | 30    |
| 1994/95 | FC Barcelona    | Primera División   | 13   | 4     |
| 1995    | Flamengo        | Série A            | 37   | 33    |
| 1996    | Flamengo        | Série A            | 22   | 26    |
| 1996/97 | Valencia        | Primera División   | 5    | 4     |
| 1997/98 | Valencia        | Primera División   | 4    | 1     |
| 1997    | Flamengo        | Série A            | 23   | 21    |
| 1998    | Flamengo        | Série A            | 28   | 24    |
| 1999    | Flamengo        | Série A            | 35   | 28    |
| 2000    | Vasco da Gama   | Série A            | 44   | 39    |
| 2001    | Vasco da Gama   | Série A            | 29   | 34    |
| 2002    | Vasco da Gama   | Série A            | 32   | 23    |
| 2002    | Fluminense      | Série A            | 22   | 15    |
| 2003    | Fluminense      | Série A            | 21   | 13    |
| 2003    | Al-Sadd         | Qatari League      | 3    | 0     |
| 2004    | Fluminense      | Série A            | 13   | 5     |
| 2005    | Vasco da Gama   | Série A            | 31   | 22    |
| 2006    | Vasco da Gama   | Série A            | 0    | 0     |
| 2006    | Miami           | USL First Division | 23   | 19    |
| 2006    | Adelaide United | A-League           | 5    | 1     |
| 2007    | Vasco da Gama   | Série A            | 7    | 9     |
| 2009    | América         | Campeonato Carioca | 1    | 0     |
|         |                 |                    | 662  | 529   |

### Clubprijzen
Vasco da Gama
- Campeonato Brasileiro Série A: 2000
- Copa Mercosur: 2000
- Campeonato Carioca: 1987, 1988

 PSV
- Eredivisie: 1988/89, 1990/91, 1991/92
- KNVB beker: 1988/89, 1989/90
- Nederlandse Supercup: 1992

 FC Barcelona
- Primera División: 1993/94

 Flamengo
- Campeonato Carioca: 1996, 1999
- Copa Mercosur: 1999

 Al-Sadd
- Qatar Crown Prince Cup: 2003

 América
- Campeonato Carioca Série B1: 2009

## Braziliaans elftal
Romário speelde 79 interlands, waarin hij 64 doelpunten maakte. De aanvaller won met Brazilië in 1988 zilver op de Olympische Spelen van Seoel. Dit toernooi was de grote doorbraak van Romário. Met zeven treffers leidde hij zijn land naar de finale, waarin met 2-1 werd verloren van de Sovjet-Unie. Het WK 1994 in de Verenigde Staten werd door Romário met Brazilië gewonnen. Met vijf doelpunten had de aanvaller een belangrijk aandeel in dit succes van De Goddelijke Kanaries. De finale werd na strafschoppen van Italië gewonnen, nadat de wedstrijd in een 0-0 gelijkspel was geëindigd. Verder won Romário met Brazilië ook de Copa América (1997 en 1999) en de Confederations Cup (1997). Na enkele jaren niet opgeroepen te zijn geweest voor de nationale selectie, gunde bondscoach Carlos Alberto Parreira Romário een afscheidswedstrijd. Op 28 april 2005 speelde de aanvaller tegen Guatemala zijn laatste interland. Hij maakte het tweede doelpunt in de oefenwedstrijd, die uiteindelijk met 3-0 werd gewonnen door Brazilië.

### Prijzen
Brazilië onder 20
- CONMEBOL Sudamericano onder 20: 1985

 Brazilië
- Australia Bicentenary Gold Cup: 1988
- FIFA WK: 1994
- CONMEBOL Copa América: 1997, 1999
- FIFA Confederations Cup: 1997

## Persoonlijke prijzen
Naast de diverse prijzen die Romário met zijn land en clubs won, veroverde de Braziliaan ook verschillende persoonlijke prijzen. In 1994 werd hij door de FIFA uitgeroepen tot Wereldvoetballer van het jaar en won in 1994 ook de Golden Ball voor de beste speler tijdens het Wereldkampioenschap voetbal. In 2000 ontving Romário de prijs voor Zuid-Amerikaans Voetballer van het Jaar. Tevens werd hij dat jaar verkozen tot Braziliaans voetballer van het jaar.

## Topscorerstitels
Romário mocht zich negentien keer topscorer van een officiële competitie noemen. Romário is met drie topscorerstitels in de Campeonato Brasileiro mederecordhouder samen met Darío (jaren zeventig) en Tulio (jaren tachtig en negentig). Verder is hij met zeven keer topscorer van het Campeonato Carioca (kampioenschap van de staat Rio de Janeiro) recordhouder. Alleen Zico komt met zes titels als Rio's artilheiro enigszins in de buurt.
| Jaar | Ploeg         | Competitie            | Doelpunten |
| 1986 | Vasco da Gama | Campeonato Carioca    | 20         |
| 1987 | Vasco da Gama | Campeonato Carioca    | 16         |
| 1988 | Brazilië      | Olympische Spelen     | 7          |
| 1989 | PSV           | Eredivisie            | 19         |
| 1990 | PSV           | Eredivisie            | 23         |
| 1991 | PSV           | Eredivisie            | 25         |
| 1994 | FC Barcelona  | Primera División      | 30         |
| 1996 | Flamengo      | Campeonato Carioca    | 26         |
| 1997 | Brazilië      | Confederations Cup    | 7          |
| 1997 | Flamengo      | Campeonato Carioca    | 18         |
| 1998 | Flamengo      | Campeonato Carioca    | 10         |
| 1999 | Flamengo      | Copa Mercosur         | 18         |
| 1999 | Flamengo      | Campeonato Carioca    | 16         |
| 2000 | Vasco da Gama | Wereldkampioenschap   | 3          |
| 2000 | Vasco da Gama | Campeonato Brasileiro | 39         |
| 2000 | Vasco da Gama | Copa Mercosur         | 11         |
| 2000 | Vasco da Gama | Campeonato Carioca    | 19         |
| 2001 | Vasco da Gama | Campeonato Brasileiro | 21         |
| 2005 | Vasco da Gama | Campeonato Brasileiro | 22         |

## Duizend doelpunten

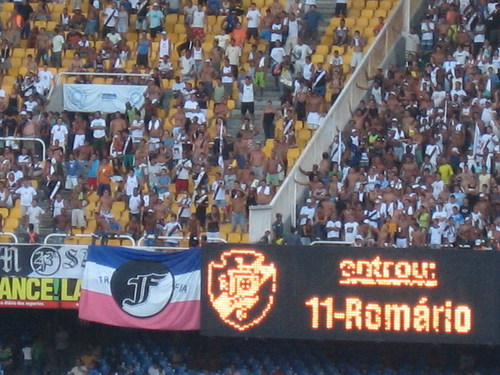
Romário komt in het Maracana als wissel het veld in met nog 1 doelpunt te gaan, tegen Flamengo

Romario was lange tijd op jacht naar 1000 doelpunten in het betaald voetbal (inclusief jeugd- en amateurwedstrijdjes), een prestatie die voor hem alleen door Pelé werd geleverd (en volgens sommigen ook door Arthur Friedenreich). Op 8 april 2007, toen Romario volgens zijn eigen telling op 999 doelpunten stond, meldde De Volkskrant dat hij echter was vergeten een wedstrijd die hij destijds met PSV speelde tegen Nieuw-Buinen mee te tellen, zodat hij de 1.000 al op 25 maart 2007 zou hebben bereikt. Het bericht werd wereldnieuws, maar Romario hield vast aan zijn 999 goals. Bovendien werd dit doelpunt volgens de archivaris van PSV niet door Romario gemaakt, maar door Twan Scheepers. Op 20 mei 2007 was het zover; in een wedstrijd tegen Sport Recife maakte de spits in de 46e minuut uit een strafschop zijn 1000e doelpunt. Hierop werd hij bedolven door teamgenoten en journalisten. De wedstrijd lag zestien minuten stil.
Hoewel zijn prestatie veel lof oogstte, was er aan het einde ook veel kritiek. Zijn club, Vasco da Gama, organiseerde veel oefenpartijtjes - soms tegen strandvoetballers - om Romario aan zijn duizend doelpunten te helpen. Ook zou Romario het salaris van zijn teamgenoten hebben betaald, zodat hij in de spits mocht spelen. Tegen alle verwachtingen in was het halen van de 1000 doelpunten niet het moment voor Romario om zijn loopbaan per direct te beëindigen. Op 9 juni 2007 scoorde hij alweer twee keer voor zijn club.

## Strandvoetbal
Strandvoetbal is een grote hobby van Romario. Geregeld nam hij deel aan toernooien in Rio. Ook maakte hij deel uit van de Braziliaanse ploeg die in 2005 op het eerste door de FIFA georganiseerde WK derde werd.

## Bijnaam
De bijnaam van Romário luidt "O Baixinho" (Het Kleintje), verwijzend naar zijn geringe lengte (167 cm). Andere bijnamen die Romário gegeven werden zijn "O Gênio da grande área" (Het Genie van het strafschopgebied) en "De Koning van het zestienmetergebied".

## Record
- Romario scoorde het snelste doelpunt ooit in een Nederlandse bekerfinale. Op 25 mei 1989 scoorde hij al in de tweede minuut tijdens de bekerfinale tegen FC Groningen. Anno 2024 is dit nog steeds een record.